# Queens of the Stone Age
Queens of the Stone Age (oft QotSA abgekürzt) ist eine 1996 von Josh Homme gegründete Band aus Seattle, Washington, die sich der Alternative-Rock- bzw. der Stoner-Rock-Szene zurechnen lässt.

## Geschichte

### Anfänge undQueens of the Stone Age(1996–1999)
Nachdem sich Josh Hommes ehemalige Band Kyuss 1995 nach Streitigkeiten aufgelöst hatte, spielte er als Aushilfsmusiker bei befreundeten Gruppen wie Screaming Trees, Earthlings? und Soundgarden, merkte aber bald, dass er nur mit einer eigenen Band wieder glücklich werden könne. Daher gründete er 1996 mit dem Screaming-Trees-Mitglied Van Conner und Session-Schlagzeuger Victor Indrizzo Gamma Ray. Da es aber bereits eine deutsche Gruppe dieses Namens gab, nannten sie sich in Queens of the Stone Age um. Der Name kam von Chris Goss (Masters of Reality, Freund und Produzent der Band), der befand: „God, you sound like the queens of the stone age“. Als Bassist fungierte Nick Oliveri, der wie Homme bei Kyuss gespielt hatte.
Die ersten Lieder waren noch Überreste der letzten Kyuss-Sessions. Um sich musikalisch abzugrenzen, setzte man verstärkt auf zähen Rock, kompliziertere Gitarrenriffs und minimalistisches Schlagzeugspiel. Josh Homme bezeichnete den Stil später wegen des einfachen Schlagzeugs als „Roboter-Rock“, Nick Oliveri wegen einiger psychedelischen Riffs als „Kokain-Pop“.
1998 erschien das selbstbetitelte, auf 3000 Kopien beschränkte Debütalbum, auf dem Homme Gitarre und Bass alleine einspielte, da Oliveri gerade mit seinem Nebenprojekt Mondo Generator beschäftigt war. Das Album wurde von Presse und Fans begeistert aufgenommen, was den Queens of the Stone Age eine zweijährige Tournee rund um die Welt ermöglichte.

### Rated RundSongs for the Deaf(2000–2004)
Im Jahre 2000 erschien das zweite Album Rated R mit der Single Feel Good Hit of the Summer (in Kooperation mit Rob Halford von Judas Priest), deren Text ausschließlich aus einer Aufzählung der berauschenden Mittel Nikotin, Valium, Vicodin, Marihuana, Ecstasy, Alkohol und Kokain besteht.
Zur anderen Singleauskopplung The Lost Art of Keeping a Secret sowie Monsters In the Parasol wurden Musikvideos veröffentlicht.
Es ist das erste Album der Band, auf dem Sänger Mark Lanegan zu hören ist.
Noch 2001 begann die Band, verstärkt durch Lanegan am Mikrofon, ihr drittes Album Songs for the Deaf einzuspielen, welches 2002, mit Dave Grohl (Foo Fighters und ehemals Nirvana) am Schlagzeug, veröffentlicht wurde. Kurz nach den Aufnahmen stieß Troy Van Leeuwen zur Band, der Brendon McNichol an der Gitarre ersetzte. Zudem verließ Gene Trautman die Band, der noch auf den Songs You Think I Ain't Worth A Dollar, But I Feel Like A Millionaire und Go With the Flow am Schlagzeug zu hören ist. Das Album und die erste Singleauskopplung No One Knows wurden weltweit sowohl von den Fans als auch von der Musikpresse begeistert aufgenommen. Mit dem Titel, geschrieben von Homme und Lanegan, gelang der Band der endgültige Durchbruch. Es ist der bisher erfolgreichste Song der Gruppe.
Nach der Aufnahme des Albums und dem Dreh des Musikvideos zu No One Knows begleitete Grohl von Anfang März bis Ende Juli 2002 als Schlagzeuger die Band auf ihrer Welttournee, bevor er sie verließ, um am neuen Album der Foo Fighters zu arbeiten. Der ehemalige Danzig-Schlagzeuger Joey Castillo ersetzte ihn.
Viele Fans und Kritiker vertreten die Meinung, dass die Band um 2002 in ihrer Höchstform gewesen sei, was vor allem dem Zusammenspiel von Oliveri, Grohl und Lanegan mit Homme zu verdanken ist.
Am 11. und 12. Februar 2004 wurde bekannt, dass sich Nick Oliveri „nach mehreren Vorfällen in den letzten 18 Monaten, nach denen keine Zusammenarbeit der beiden Hauptmitglieder mehr möglich sei“ (so das Management der Band) von den Queens of the Stone Age getrennt hat. Einige Zeit später gab Homme in einem Interview bekannt, er habe Oliveri aus der Band geworfen, weil ihm Gerüchte zu Ohren gekommen waren, dass der Bassist gegenüber seiner (Oliveris) Frau regelmäßig handgreiflich geworden sei, was Oliveri nicht habe entkräften können.

### Lullabies to ParalyzeundEra Vulgaris(2005–2010)

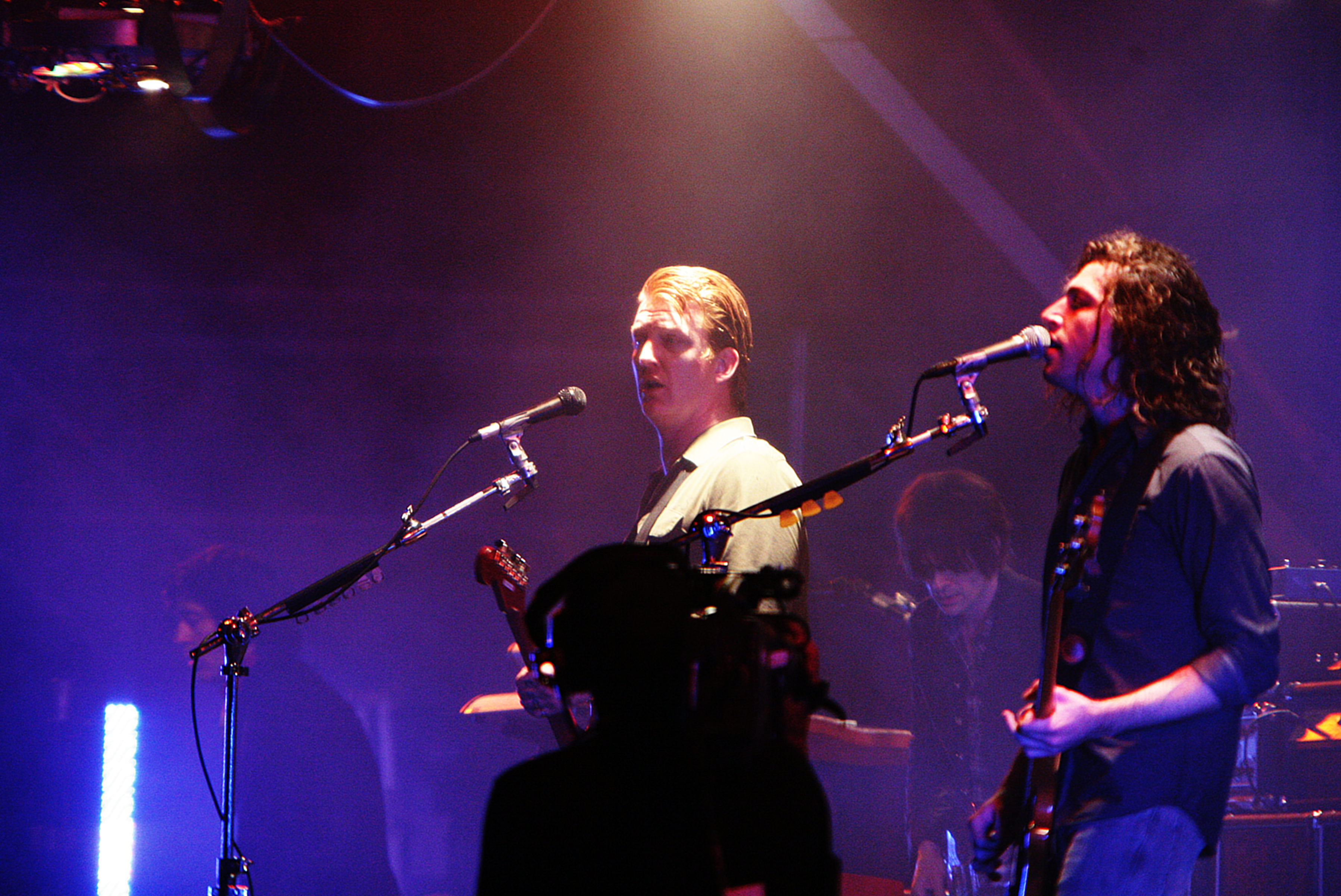
Queens of the Stone Age live bei Belfort (2007)

Im März 2005 versöhnten sich Josh Homme und Nick Oliveri zwar, gingen aber musikalisch zunächst weiterhin getrennte Wege. Auch Mark Lanegan hatte die Band inzwischen verlassen, um sich wieder verstärkt um seine Solokarriere zu kümmern, war jedoch auf dem Album Lullabies to Paralyze, welches im März 2005 in die Läden kam, noch auf einigen Titeln zu hören. Auch auf dem Album Era Vulgaris, erschienen am 8. Juni 2007, setzte die Band die Tradition der vielen Gastauftritte fort und arbeitete mit Mark Lanegan, Trent Reznor von den Nine Inch Nails und Julian Casablancas von The Strokes zusammen.
Das bereits im Jahre 2000 herausgebrachte Album Rated R wurde am 6. August 2010 als Doppel-CD wiederveröffentlicht. Das Re-Release enthält neben dem regulären Album auch eine zweite CD, auf der sich B-Seiten und Live-Aufnahmen befinden.
Am 7. März 2011 wurde das selbstbetitelte Album als remasterte Version inklusive dreier Bonus-Tracks wiederveröffentlicht.

### …Like Clockwork(2011–2016)
Im Dezember 2011 gab Josh Homme bekannt, dass die Musiker an einem Studioalbum arbeiteten und dieses „früh 2012“ veröffentlichen würden. Später wurde diese Angabe genauer spezifiziert, das Album solle im Juni 2012 erscheinen. Auch dieser Termin verstrich aus zunächst unklaren Gründen.
Am 6. November 2012 wurde bekannt, dass Joey Castillo während der Aufnahmen die Band verlassen hatte und sein Vorgänger Dave Grohl einspringen und für fünf Songs als Studio-Schlagzeuger fungieren würde; touren sollte jedoch Jon Theodore, Mitglied der Bands Life Coach, One Day as a Lion sowie ehemals The Mars Volta. Außerdem sollten unter anderem Trent Reznor und Elton John auf dem Album mitwirken. Der 2004 gefeuerte Nick Oliveri steuerte zu dem Song If I Had a Tail den Backgroundgesang bei. …Like Clockwork erschien schließlich am 31. Mai 2013. Nach einer zweijährigen Tournee kündigte die Band 2015 an, eine Auszeit zu nehmen.

### Villains(2017–2019)

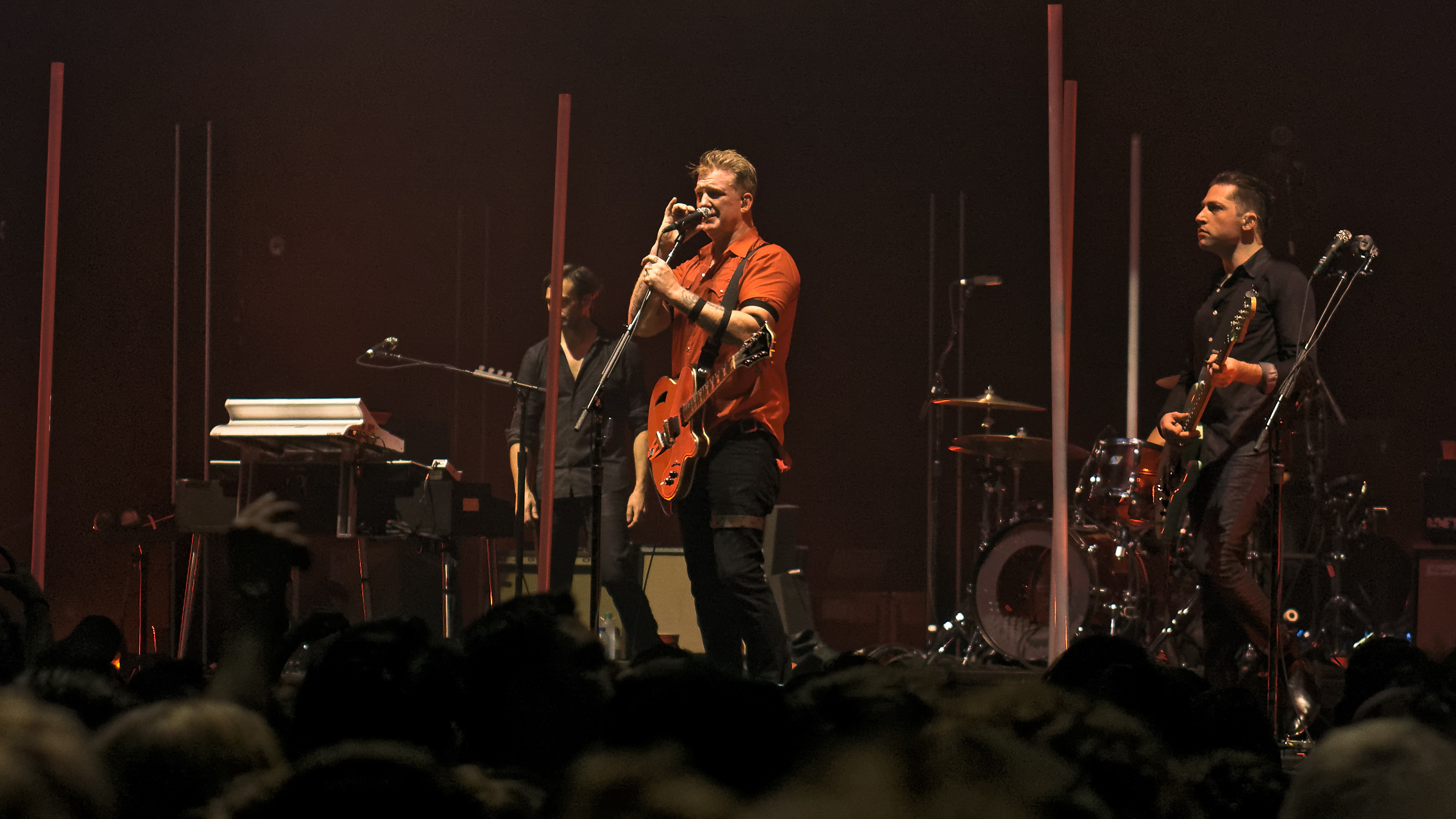
Queens of the Stone Age in der Wembley Arena (2017)

Zu Beginn des Jahres 2017 wurde durch Troy Sanders, der durch die Band Gone Is Gone mit Queens of the Stone Age verbunden ist, bekannt, dass im Laufe des Jahres ein neues Album erscheinen soll. Das Album erschien am 25. August des gleichen Jahres mit dem Albumtitel Villains.

### 2020–2022
Seit Ende August 2021 ist es still um die Band geworden. Sämtliche Internetpräsenzen wurden seither nicht aktualisiert. Grund hierfür wird bei den privaten Problemen von Josh Homme vermutet, der aktuell einen Sorgerechtsstreit um die gemeinsamen Kinder mit seiner Ehefrau Brody Dalle führt, mit der er gerade in Scheidung lebt.
Am 22. Februar 2022 verstarb unerwartet der ehemalige Sänger Mark Lanegan, der die Band vor allem in den Jahren 2001–2005 begleitete, im Alter von 57 Jahren. Die Todesursache ist bisher unbekannt. Lanegan litt an den Folgen seiner schweren COVID-19-Erkrankung, bei der er im Frühjahr 2021 für mehrere Tage im Koma lag.

### In Times New Roman(seit 2023)
Am 16. Juni 2023 erschien das neue Studioalbum In Times New Roman.

## Diskografie

### Studioalben
| Jahr | Titel                   | Höchstplatzierung, Gesamtwochen, AuszeichnungChartplatzierungen (Jahr, Titel, Platzierungen, Wochen, Auszeichnungen, Anmerkungen) | Höchstplatzierung, Gesamtwochen, AuszeichnungChartplatzierungen (Jahr, Titel, Platzierungen, Wochen, Auszeichnungen, Anmerkungen) | Höchstplatzierung, Gesamtwochen, AuszeichnungChartplatzierungen (Jahr, Titel, Platzierungen, Wochen, Auszeichnungen, Anmerkungen) | Höchstplatzierung, Gesamtwochen, AuszeichnungChartplatzierungen (Jahr, Titel, Platzierungen, Wochen, Auszeichnungen, Anmerkungen) | Höchstplatzierung, Gesamtwochen, AuszeichnungChartplatzierungen (Jahr, Titel, Platzierungen, Wochen, Auszeichnungen, Anmerkungen) | Anmerkungen                                                                   |
| Jahr | Titel                   | DE | AT | CH | UK | US | Anmerkungen                                                                   |
| ---- | ----------------------- | --- | --- | --- | --- | --- | ----------------------------------------------------------------------------- |
| 1998 | Queens of the Stone Age | DE18 a (1 Wo.)DE | AT75 (1 Wo.)AT | CH25 a (1 Wo.)CH | UK42 a Gold · (2 Wo.)UK | US90 a (2 Wo.)US | Erstveröffentlichung: 22. September 1998 Wiederveröffentlichung: 7. März 2011 |
| 2000 | Rated R                 | DE72 (1 Wo.)DE | — | — | UK54 Gold · (11 Wo.)UK | — | Erstveröffentlichung: 6. Juni 2000                                            |
| 2002 | Songs for the Deaf      | DE9 Gold · (12 Wo.)DE | AT19 (10 Wo.)AT | CH20 (12 Wo.)CH | UK4 ×2Doppelplatin · (39 Wo.)UK                                                                                                   | US17 Gold · (51 Wo.)US | Erstveröffentlichung: 26. August 2002                                         |
| 2005 | Lullabies to Paralyze   | DE8 Gold · (10 Wo.)DE | AT5 (11 Wo.)AT | CH4 (13 Wo.)CH | UK4 Gold · (9 Wo.)UK | US5 (12 Wo.)US | Erstveröffentlichung: 21. März 2005                                           |
| 2007 | Era Vulgaris            | DE5 (7 Wo.)DE | AT4 (10 Wo.)AT | CH4 (9 Wo.)CH | UK7 Gold · (4 Wo.)UK | US14 (8 Wo.)US | Erstveröffentlichung: 8. Juni 2007                                            |
| 2013 | … Like Clockwork        | DE7 (14 Wo.)DE | AT3 (13 Wo.)AT | CH2 (21 Wo.)CH | UK2 Gold · (18 Wo.)UK | US1 (21 Wo.)US | Erstveröffentlichung: 3. Juni 2013                                            |
| 2017 | Villains                | DE2 (8 Wo.)DE | AT2 (11 Wo.)AT | CH1 (13 Wo.)CH | UK1 Gold · (11 Wo.)UK | US3 (5 Wo.)US | Erstveröffentlichung: 25. August 2017                                         |
| 2023 | In Times New Roman      | DE2 (5 Wo.)DE | AT1 (4 Wo.)AT | CH2 (3 Wo.)CH | UK2 (3 Wo.)UK | US9 (2 Wo.)US | Erstveröffentlichung: 16. Juni 2023                                           |

### Livealben
| Jahr | Titel                                | Höchstplatzierung, Gesamtwochen, AuszeichnungChartplatzierungen (Jahr, Titel, Platzierungen, Wochen, Auszeichnungen, Anmerkungen) | Höchstplatzierung, Gesamtwochen, AuszeichnungChartplatzierungen (Jahr, Titel, Platzierungen, Wochen, Auszeichnungen, Anmerkungen) | Anmerkungen                             |
| Jahr | Titel                                | DE | US | Anmerkungen                             |
| ---- | ------------------------------------ | --- | --- | --------------------------------------- |
| 2005 | Over the Years and Through the Woods | DE100 (1 Wo.)DE | US186 (1 Wo.)US | Erstveröffentlichung: 22. November 2005 |

### EPs
- 1996: Gamma Ray
- 1997: Kyuss/Queens of the Stone Age
- 1998: The Split CD
- 2004: Stone Age Complication
- 2013: iTunes Festival: London 2013 – EP
- 2013: …Like Cologne

### Singles
| Jahr | Titel Album                              | Höchstplatzierung, Gesamtwochen, AuszeichnungChartplatzierungen (Jahr, Titel, Album, Platzierungen, Wochen, Auszeichnungen, Anmerkungen) | Höchstplatzierung, Gesamtwochen, AuszeichnungChartplatzierungen (Jahr, Titel, Album, Platzierungen, Wochen, Auszeichnungen, Anmerkungen) | Höchstplatzierung, Gesamtwochen, AuszeichnungChartplatzierungen (Jahr, Titel, Album, Platzierungen, Wochen, Auszeichnungen, Anmerkungen) | Höchstplatzierung, Gesamtwochen, AuszeichnungChartplatzierungen (Jahr, Titel, Album, Platzierungen, Wochen, Auszeichnungen, Anmerkungen) | Anmerkungen                             |
| Jahr | Titel Album                              | DE | AT | UK | US | Anmerkungen                             |
| ---- | ---------------------------------------- | --- | --- | --- | --- | --------------------------------------- |
| 2000 | The Lost Art of Keeping a Secret Rated R | — | — | UK31 (2 Wo.)UK | — | Erstveröffentlichung: 7. August 2000    |
| 2002 | No One Knows Songs for the Deaf          | — | — | UK15 ×2Doppelplatin · (8 Wo.)UK | US51 (20 Wo.)US | Erstveröffentlichung: 26. November 2002 |
| 2003 | Go with the Flow Songs for the Deaf      | — | — | UK21 Gold · (6 Wo.)UK | — | Erstveröffentlichung: 7. April 2003     |
| 2003 | First It Giveth Songs for the Deaf       | — | — | UK33 (4 Wo.)UK | — | Erstveröffentlichung: 18. August 2003   |
| 2005 | Little Sister Lullabies to Paralyze      | DE65 (6 Wo.)DE | — | UK18 Silber · (7 Wo.)UK | US88 (9 Wo.)US | Erstveröffentlichung: Januar 2005       |
| 2005 | In My Head Lullabies to Paralyze         | — | — | UK44 (2 Wo.)UK | — | Erstveröffentlichung: 27. Juni 2005     |
| 2007 | Sick, Sick, Sick Era Vulgaris            | DE77 (2 Wo.)DE | AT65 (1 Wo.)AT | — | — | Erstveröffentlichung: 8. Mai 2007       |
| 2007 | 3’s & 7’s Era Vulgaris                   | — | — | UK19 (2 Wo.)UK | — | Erstveröffentlichung: 4. Juni 2007      |
| 2007 | Make It wit Chu Era Vulgaris             | DE90 (1 Wo.)DE | — | UK— SilberUK | — | Erstveröffentlichung: Oktober 2007      |

Weitere Singles
- 1997: 18 AD
- 1998: If Only
- 1998: I Was a Teenage Hand Model
- 2000: Feel Good Hit of the Summer
- 2000: Never Say Never
- 2000: Infinity
- 2001: Back to Dungaree High
- 2001: Monsters in the Parasol
- 2002: Millionaire
- 2002: Who'll Be the Next in Line
- 2005: Everybody Knows That You're Insane
- 2006: Burn the Witch
- 2007: You Know What You Did
- 2007: The Fun Machine Took a Shit & Died
- 2011: How to Handle a Rope (A Lesson in the Lariat)
- 2012: Outlaw Blues
- 2013: The Vampyre of Time and Memory
- 2013: If I Had a Tail
- 2013: My God Is the Sun
- 2013: I Sat by the Ocean (UK: Silber)
- 2017: The Way You Used to Do (UK: Silber)
- 2023: Emotion Sickness

### Videoalben
- 2005: Over the Years and Through the Woods

## Auszeichnungen für Musikverkäufe
| Goldene Schallplatte - Australien - 2003: für das Album Rated R - 2005: für das Album Lullabies to Paralyze - 2006: für das Videoalbum Over the Years and Through the Woods - 2024: für das Album Villains - Belgien - 2008: für das Album Lullabies to Paralyze - Brasilien - 2024: für die Single Make It wit Chu - 2024: für die Single No One Knows - Italien - 2021: für das Album Songs for the Deaf - 2021: für die Single No One Knows - Kanada - 2005: für das Album Lullabies to Paralyze - 2008: für das Album Era Vulgaris - 2014: für das Album … Like Clockwork - 2020: für die Single I Sat by the Ocean - 2023: für das Album Villains - Neuseeland - 2006: für das Album Lullabies to Paralyze - 2018: für das Album Era Vulgaris - 2021: für das Album Villains - Polen - 2014: für das Album … Like Clockwork - Spanien - 2024: für die Single No One Knows | Platin-Schallplatte - Australien - 2003: für das Album Songs for the Deaf - 2021: für das Album … Like Clockwork - Belgien - 2008: für das Album Songs for the Deaf - Europa (IFPI) - 2008: für das Album Songs for the Deaf - Kanada - 2004: für das Album Songs for the Deaf - 2022: für die Single The Way You Used to Do - Neuseeland - 2023: für das Album Songs for the Deaf - 2023: für die Single Make It wit Chu - 2024: für das Album … Like Clockwork - Norwegen - 2006: für das Album Songs for the Deaf 2× Platin-Schallplatte - Neuseeland - 2023: für die Single No One Knows Diamantene Schallplatte - Europa (Impala) - 2014: für das Album … Like Clockwork |

Anmerkung: Auszeichnungen in Ländern aus den Charttabellen bzw. Chartboxen sind in ebendiesen zu finden.
| Land/RegionAuszeichnungen für Musikverkäufe (Land/Region, Auszeichnungen, Verkäufe, Quellen) | Silber     | Gold       | Platin       | Diamant  | Verkäufe    | Quellen              |
| -------------------------------------------------------------------------------------------- | ---------- | ---------- | ------------ | -------- | ----------- | -------------------- |
| Australien (ARIA)                                                                            | —          | 4× Gold4   | 2× Platin2   | —        | 252.500     | aria.com.au          |
| Belgien (BRMA)                                                                               | —          | Gold1      | Platin1      | —        | 75.000      | ultratop.be          |
| Brasilien (PMB)                                                                              | —          | 2× Gold2   | —            | —        | 60.000      | pro-musicabr.org.br  |
| Deutschland (BVMI)                                                                           | —          | 2× Gold2   | —            | —        | 250.000     | musikindustrie.de    |
| Europa (IFPI)                                                                                | —          | —          | Platin1      | —        | (1.000.000) | ifpi.org             |
| Europa (Impala)                                                                              | —          | —          | —            | Diamant1 | (200.000)   | Einzelnachweise      |
| Italien (FIMI)                                                                               | —          | 2× Gold2   | —            | —        | 70.000      | fimi.it              |
| Kanada (MC)                                                                                  | —          | 5× Gold5   | 2× Platin2   | —        | 400.000     | musiccanada.com      |
| Neuseeland (RMNZ)                                                                            | —          | 3× Gold3   | 5× Platin5   | —        | 142.500     | radioscope.co.nz NZ2 |
| Norwegen (IFPI)                                                                              | —          | —          | Platin1      | —        | 40.000      | ifpi.no              |
| Polen (ZPAV)                                                                                 | —          | Gold1      | —            | —        | 10.000      | olis.pl              |
| Spanien (Promusicae)                                                                         | —          | Gold1      | —            | —        | 30.000      | elportaldemusica.es  |
| Vereinigte Staaten (RIAA)                                                                    | —          | Gold1      | —            | —        | 500.000     | riaa.com             |
| Vereinigtes Königreich (BPI)                                                                 | 4× Silber4 | 7× Gold7   | 4× Platin4   | —        | 3.600.000   | bpi.co.uk            |
| Insgesamt                                                                                    | 4× Silber4 | 29× Gold29 | 16× Platin16 | Diamant1 |             |                      |